# Ереміту (комуна)
Ереміту (рум. Eremitu) — комуна у повіті Муреш в Румунії. До складу комуни входять такі села (дані про населення за 2002 рік):
- Демієнь (273 особи)
- Ереміту (1739 осіб) — адміністративний центр комуни
- Келугерень (612 осіб)
- Кимпу-Четецій (376 осіб)
- Метріч (872 особи)

Комуна розташована на відстані 263 км на північ від Бухареста, 30 км на північний схід від Тиргу-Муреша, 101 км на схід від Клуж-Напоки, 123 км на північний захід від Брашова.

## Населення
За даними перепису населення 2002 року у комуні проживали 3872 особи.
Національний склад населення комуни:
| Національність            | Кількість осіб | Відсоток |
| ------------------------- | -------------- | -------- |
| угорці                    | 3561           | 92,0%    |
| цигани                    | 165            | 4,3%     |
| румуни                    | 140            | 3,6%     |
| німці                     | 3              | 0,1%     |
| не вказали національність | 3              | 0,1%     |

Рідною мовою назвали:
| Мова      | Кількість осіб | Відсоток |
| --------- | -------------- | -------- |
| угорська  | 3592           | 92,8%    |
| румунська | 185            | 4,8%     |
| циганська | 90             | 2,3%     |
| німецька  | 5              | 0,1%     |

Склад населення комуни за віросповіданням:
| Релігія                                       | Кількість осіб | Відсоток |
| --------------------------------------------- | -------------- | -------- |
| римо-католики                                 | 3321           | 85,8%    |
| реформати                                     | 191            | 4,9%     |
| православні                                   | 136            | 3,5%     |
| п'ятдесятники                                 | 89             | 2,3%     |
| не релігійні                                  | 26             | 0,7%     |
| унітарії                                      | 21             | 0,5%     |
| адвентисти                                    | 11             | 0,3%     |
| греко-католики                                | 4              | 0,1%     |
| лютерани (Синодально-пресвітеріанська церква) | 1              | < 0,1%   |
| лютерани                                      | 1              | < 0,1%   |
| не вказали релігію                            | 6              | 0,2%     |